# Obereoides cicatricosus
Obereoides cicatricosus är en skalbaggsart som först beskrevs av Dmytro Zajciw 1968.  Obereoides cicatricosus ingår i släktet Obereoides och familjen långhorningar. Inga underarter finns listade i Catalogue of Life.